# Zatoka Eupatoryjska
Zatoka Eupatoryjska – zatoka będąca częścią Zatoki Kalamickiej Morza Czarnego. Znajduje się w południowo-zachodniej części Półwyspu Krymskiego. Wgłębia się w ląd na 1300 m, jej szerokość u ujścia wynosi około 2000 m, głębokość do 10 m. Nad zatoką leży miasto Eupatoria.